# Filmfare Award 1968
Der 15. Filmfare Award wurde am Anfang des Jahres verliehen. Bei dieser Verleihung gibt 18 verschiedene Kategorien. Nur bei den Beliebtheitspreisen gibt es mehrere Nominierungen.

## Gewinner und Nominierte
| Meiste Filmfare Awards | Upkar (6 Filmfare Awards) |

| Kategorie               | Filmtitel                                               | Gewinner                       | Weitere Nominierungen                                                                             |
| Bester Film             | Upkar                                                   | Manoj Kumar                    | Mehrban Milan                                                                                     |
| Beste Regie             | Upkar                                                   | Manoj Kumar                    | A. Bhimsingh für Mehrban A. Subha Rao für Milan                                                   |
| Bester Hauptdarsteller  | Ram Aur Shyam                                           | Dilip Kumar                    | Manoj Kumar für Upkar Sunil Dutt für Milan                                                        |
| Beste Hauptdarstellerin | Milan                                                   | Nutan                          | Saira Banu für Shagird Waheeda Rehman für Ram Aur Shyam                                           |
| Bester Nebendarsteller  | Upkar                                                   | Pran                           | Ashok Kumar für Mehrban Om Prakash für Dus Lakh                                                   |
| Beste Nebendarstellerin | Milan                                                   | Jamuna                         | Mumtaz für Ram Aur Shyam Tanuja für Jewel Thief                                                   |
| Bester Komiker          | Dus Lakh                                                | Om Prakash                     | Johnny Walker für Pati Patni Mehmood für Mehrban                                                  |
| Beste Story             | Upkar                                                   | Manoj Kumar                    | Asha Poorna Devi für Mehrban Pratibha Bose für Aasra                                              |
| Beste Musik             | Milan                                                   | Laxmikant-Pyarelal             | Kalyanji-Anandji für Upkar Ravi für Hamraaz                                                       |
| Bester Liedtext         | Mere Desh Ki Dharti – Upkar                             | Gulshan Bawra                  | Anand Bakshi für Sawan Ka Mahina – Milan Sahir Ludhianvi für Neele Gagan Ke Tale – Hamraaz        |
| Bester Playbacksänger   | Neele Gagan Ke Tale – Hamraaz                           | Mahendra Kapoor                | Mahendra Kapoor für Mere Desh Ki Dharti – Upkar Mukesh für Sawan Ka Mahina – Milan                |
| Beste Playbacksängerin  | Garibon Ki Suno – Dus Lakh                              | Asha Bhosle                    | Lata Mangeshkar für Baharon Mera Jeevan – Aakhri Khat Lata Mangeshkar für Sawan Ka Mahina – Milan |
| Bester Dialog           | Upkar                                                   | Manoj Kumar                    |                                                                                                   |
| Bester Schnitt          |                                                         |                                |                                                                                                   |
| Beste Kamera            | Baharon Ke Sapne (Schwarzweißfilm) & Hamraaz (Farbfilm) | Jal Mistry & M. N. Malhotra    |                                                                                                   |
| Bestes Szenenbild       | Taqdeer (Schwarzweißfilm) & Chandan Ka Palna (Farbfilm) | H. V. Maharudria & Abdul Rahim |                                                                                                   |
| Bester Ton              | Jewel Thief                                             | J. M. Barot                    |                                                                                                   |
| Bester Dokumentarfilm   | India ’67                                               | S. Sukhdev                     |                                                                                                   |